# Al-bidaja va l-Nihaja
Al-Bidaja va l-Nihaja (arabsko البداية والنهاية, dob. 'Začetek in konec'), včasih znana tudi kot Tarih Ibn Kasir (slovensko Ibn Kasirjeva zgodovina), je knjiga o islamski zgodovini sunitskega muslimanskega učenjaka Ibn Kasirja (umrl 1373).

## Vsebina
Knjiga obravnava začetek stvarjenja in prihod človeka na zemljo, življenja prerokov in življenja Mohamedovih spremljevalcev. Zadnji zvezek napoveduje prihodnje dogodke, kot so znamenja sodnega dne (kijama), za katerega muslimani verjamejo, da bodo ljudje vstopili v džana (nebesa) ali džahanam (pekel).